# بطولة الأمم الست للسيدات 2013
بطولة الأمم الست للسيدات 2013 (بالفرنسية: Tournoi des Six Nations féminin 2013)‏ هو الموسم 18 من  بطولة الأمم الست للسيدات. أقيم خلال الفترة 2 فبراير 2013 وحتى 17 مارس 2013، وفاز فيه منتخب أيرلندا الوطني لاتحاد الرغبي للسيدات.